# Vlinder (Rowwen Hèze)
"Vlinder" is een nummer van de Nederlandse band Rowwen Hèze. Het nummer werd uitgebracht als de achtste track op hun album Dageraad uit 2003.

## Achtergrond
"Vlinder" is een cover van het nummer "Lydia" van de Amerikaanse zangeres Karen Poston. Rowwen Hèze-zanger Jack Poels heeft in het Horsters een vertaling geschreven, dat is geproduceerd door Rob van Donselaar. In de versie van Rowwen Hèze is "Vlinder" een eerbetoon aan Nicky Verstappen, een elfjarige jongen uit het Limburgse dorp Heibloem die in 1998 dood werd aangetroffen op de Brunssummerheide. Volgens Poels was het nummer bedoeld "om de ouders van Nicky Verstappen te troosten". De laatste regel van het nummer luidt "een dorp dat een geheim bewaart", waarmee wordt geïmpliceerd dat de inwoners van het dorp meer weten over de zaak, maar er niet over willen praten.
"Vlinder" werd nooit uitgebracht als single, maar verkreeg vanwege het onderwerp wel enige bekendheid. In 2019 kwam het nummer opnieuw onder de aandacht nadat er enige tijd eerder een verdachte in de zaak-Verstappen werd aangehouden. Naar aanleiding hiervan deed misdaadverslaggever Peter R. de Vries een oproep om het nummer in de jaarlijkse Top 2000 van NPO Radio 2 te stemmen als eerbetoon aan Verstappen. De actie werd een succes en het nummer kwam dat jaar binnen op plaats 421 in de lijst.

## NPO Radio 2 Top 2000
| Nummer met noteringen in de NPO Radio 2 Top 2000 | '19 | '20 | '21 | '22 | '23  | '24  |
| ------------------------------------------------ | --- | --- | --- | --- | ---- | ---- |
| Vlinder                                          | 421 | 820 | 654 | 867 | 1011 | 1023 |

1. ↑  Een vetgedrukt getal geeft de hoogste notering aan.
2. ↑  2019 was het eerste jaar met een notering voor dit nummer.